# Lupeni, Harghita
Lupeni là một xã thuộc hạt Harghita, România. Dân số thời điểm năm 2002 là 4434 người.